# Becky Druhan
Rebecca (Becky) Druhan, née le 23 avril 1976 à Halifax, est une femme politique canadienne.
Elle représente la circonscription de Lunenburg-Ouest à l'Assemblée législative de la Nouvelle-Écosse depuis les élections du 17 août 2021. Elle fait partie du caucus progressiste-conservateur.
Becky Druhan est diplômée en droit de l'Université Dalhousie. Avant de se lancer en politique, elle a eu une carrière de juriste.